# الملكة الأخيرة (فلم)
الملكة الأخيرة هو فيلم جزائري من نوع مغامرات ودراما وتاريخ أُصدر في 2022. الفيلم من إخراج وسيناريو عديلة بن ديمراد، داميان أونوري. والبطولة عديلة بن ديمراد، دالي بن صلاح، محمد الطاهر زاوي.

## قصة فيلم
في عام 1516، حرّر القرصان عروج بربروس مدينة الجزائر من قبضة الإسبان، واستولى على المملكة. غير أنه تحالف مع الملك سليم التومي، الذي توفي لاحقًا في ظروف غامضة. ومع مرور الوقت، بدأت الشائعات تنتشر بأن بربروسا نفسه هو من اغتال الملك. عندها قررت زوجة الملك الراحل، الملكة زافيرة، مواجهته والتصدي له.

## وصلات خارجية
- مقالات تستعمل روابط فنية بلا صلة مع ويكي بيانات